# Фор, Эдгар
Эдгар Фор (фр. Edgar Faure; 18 августа 1908, Безье, департамент Эро — 30 марта 1988, Париж) — французский политик, и государственный деятель, который дважды, с 20 января по 29 февраля 1952 года и с 23 февраля 1955 по 24 января 1956 года был председателем совета министров Четвёртой республики.

## Биография
Эдгар Фор изучал юриспруденцию в столице Франции и с 27-летнего возраста начинает заниматься адвокатской практикой. Свою политическую карьеру, Фор начал в рядах левой Радикальной партии — ведущей партии Третьей республики, из рядов которой в период с 1900 по 1940 год вышли большинство премьер-министров страны. Эта партия находилась в жёсткой оппозиции к клерикализму.
Во время Второй мировой войны и немецкой оккупации Франции, Эдгар Фор вступил в ряды Движения Сопротивления. В 1942 году, спасаясь от преследования гестапо, был вынужден бежать в Алжир в штаб генерала Шарля де Голля, где вошёл в состав Временного правительства Французской республики.
В 1945 году Эдгар Фор выступил в качестве французского обвинителя на Нюрнбергском процессе.
В 1946 году Фор был избран от радикалов в Учредительное народное собрание Четвертой республики. После создания трёхсторонней коалиции СФИО, коммунистов и христианских демократов, радикалы, казалось, были отодвинуты в политические аутсайдеры. Однако, когда коммунисты были изгнаны из правительства в 1947 году, радикалы стали играть, несмотря на падение популярности и имея поддержку менее чем 10 % избирателей, непропорционально важную роль в формировании правительства Франции, поскольку никто из других групп не желал видеть в кресле премьера представителя своего первейшего конкурента, боясь его чрезмерного усиления на политической арене.
Эдгар Фор был лидером консервативного крыла радикальной партии, которому противостояло левое крыло под руководством Пьера Мендеса-Франса.
В 1950 году Эдгар Фор впервые занимает самостоятельный пост — становится министром бюджета в составе правительства. В пятидесятых годах он становится одним из виднейших политических деятелей Четвертой республики, занимает посты министра финансов, экономики; юстиции, иностранных дел. Он входит в состав девяти правительств и дважды (в 1952 и 1955 году) возглавляет кабинет министров Франции.
В апреле 1958 года Фор публично высказался за призвание к власти генерала де Голля. Однако в новое правительство, сформированное де Голлем 1 июня 1958 года, Эдгар Фор не входит. Его участие в правительстве прерывается на девять лет.
После отставки Эдгар Фор сделал академическую карьеру: защитил диссертацию по римскому праву и занял кафедру по той же специальности в Университете Бургундии. Исследовательский интерес Эдгара Фора к истории привёл его к созданию книги об одном из блестящих своих предшественников по посту руководителя финансового ведомства Франции. Книга «Опала Тюрго» вышла в 1961 году.
Его деятельность в качестве дипломата была замечена де Голлем, который в 1963 году доверил Фору ответственнейшую неофициальную миссию: провести предварительные переговоры с лидерами компартии Китайской Народной Республики о восстановлении дипломатических отношений между Парижем и Пекином.
В 1966 году Фор был назначен министром сельского хозяйства, а в 1968 году, в период крупных студенческих беспорядков, получил пост министра просвещения.
Перерыв в политической деятельности с 1969 по 1972 год Эдгар Фор использовал для написания второго исторического труда о Джоне Ло.
С 1973 по 1978 годы — председатель Национального собрания Пятой французской республики.
Умер в Париже, похоронен на кладбище Пасси.

## Труды
- Фор Э. Опала Тюрго. 12 мая 1776 г. = La Disgrâce de Turgot. 12 mai 1776. — М.: Прогресс, 1979. — 567 с.
- La Banqueroute de Law, Gallimard, 1977.